# Gajni járás

A Gajni járás a Permi határterületen

A Gajni járás (oroszul Гайнский район) Oroszország egyik járása a Permi határterületen. Székhelye Gajni.

## Népesség
- 1926-ban 11 227 lakosa volt, melyből 6 953 orosz (61,93%), 4 257 komi-permják (37,91%).
- 1989-ben 21 477 lakosa volt.
- 2002-ben 17 351 lakosa volt, melynek 56,5%-a orosz, 34%-a komi-permják, 3,7%-a tatár nemzetiségű.
- 2010-ben 13 802 lakosa volt, melyből 8 645 orosz, 4 061 komi, 427 tatár, 175 fehérorosz, 131 ukrán stb.